# Imerio Massignan
Imerio Massignan, född den 2 januari 1937 i Altavilla Vicentina, död den 3 maj 2024 i Novi Ligure, var en italiensk landsvägscyklist som var professionell från 1959 till 1970. Hans främsta meriter var två segrar i bergspristävlingen (1960 och 1961) och en etappseger (1961) i Tour de France, andraplatsen totalt i Giro d'Italia (1962) samt en andraplats i Lombardiet runt (1961). Nämnas kan också fjärdeplatserna totalt i Tour de France (1961) och Giro d'Italia (1960), samt fjärdeplatsen i VM (1960).

## Meriter – landsväg
| 1959 5:a totalt i Giro d'Italia 6:a i Giro del Ticino 9:a i GP di Prato 1960 4:a totalt i Giro d'Italia 4:a i linjelopp vid Världsmästerskapen 6:a i linjelopp vid Italienska mästerskapen 6:a i Milano–Torino 6:a i Giro della Provincia di Reggio Calabria 7:a i Giro del Piemonte 8:a i Lombardiet runt 8:a i Coppa Agostoni 9:a i Giro del Lazio 10:a totalt i Tour de France Vinnare av bergspristävlingen 1961 2:a i Lombardiet runt 3:a totalt i Tour de Romandie 3:a i GP d'Europe 4:a totalt i Tour de France Vinnare av bergspristävlingen Vinnare av etapp 16 4:a i Coppa Agostoni 4:a i Giro del Veneto 5:a (delad) i slutställningen av Super Prestige Pernod 5:a totalt i Tre Giorni del Sud 7:a i Giro di Campania 8:a i linjelopp vid Italienska mästerskapen 9:a i Menton–Roma 1962 2:a totalt i Giro d'Italia 4:a i Coppa Sabatini 5:a i Giro dell'Appennino 6:a i slutställningen av Super Prestige Pernod 7:a totalt i Tour de France 7:a i Giro del Ticino | 1963 3:a i Giro di Toscana 7:a totalt i Giro d'Italia 8:a i Coppa Sabatini 8:a i Coppa Bernocchi 9:a totalt i Giro di Sardegna 1965 2:a i Giro di Toscana 3:a i Corsa Coppi 3:a i Giro delle Tre Provincie 6:a totalt i Volta a Catalunya Vinnare av poängtävlingen Vinnare av etapp 3 9:a totalt i Giro d'Italia 9:a i Giro dell'Appennino 10:a i Coppa Agostoni 1966 4:a i Giro dell'Emilia 6:a i Corsa Coppi 7:a i Coppa Sabatini 8:a i Giro dell'Appennino 9:a i Giro delle Tre Provincie 10:a i linjelopp vid Italienska mästerskapen 10:a i Giro del Piemonte 1967 9:a i GP Valsassina 10:a i Corsa Coppi 10:a i Giro delle Tre Provincie 1968 6:a i Giro delle Tre Provincie 7:a i Giro di Toscana |